# Cavatina

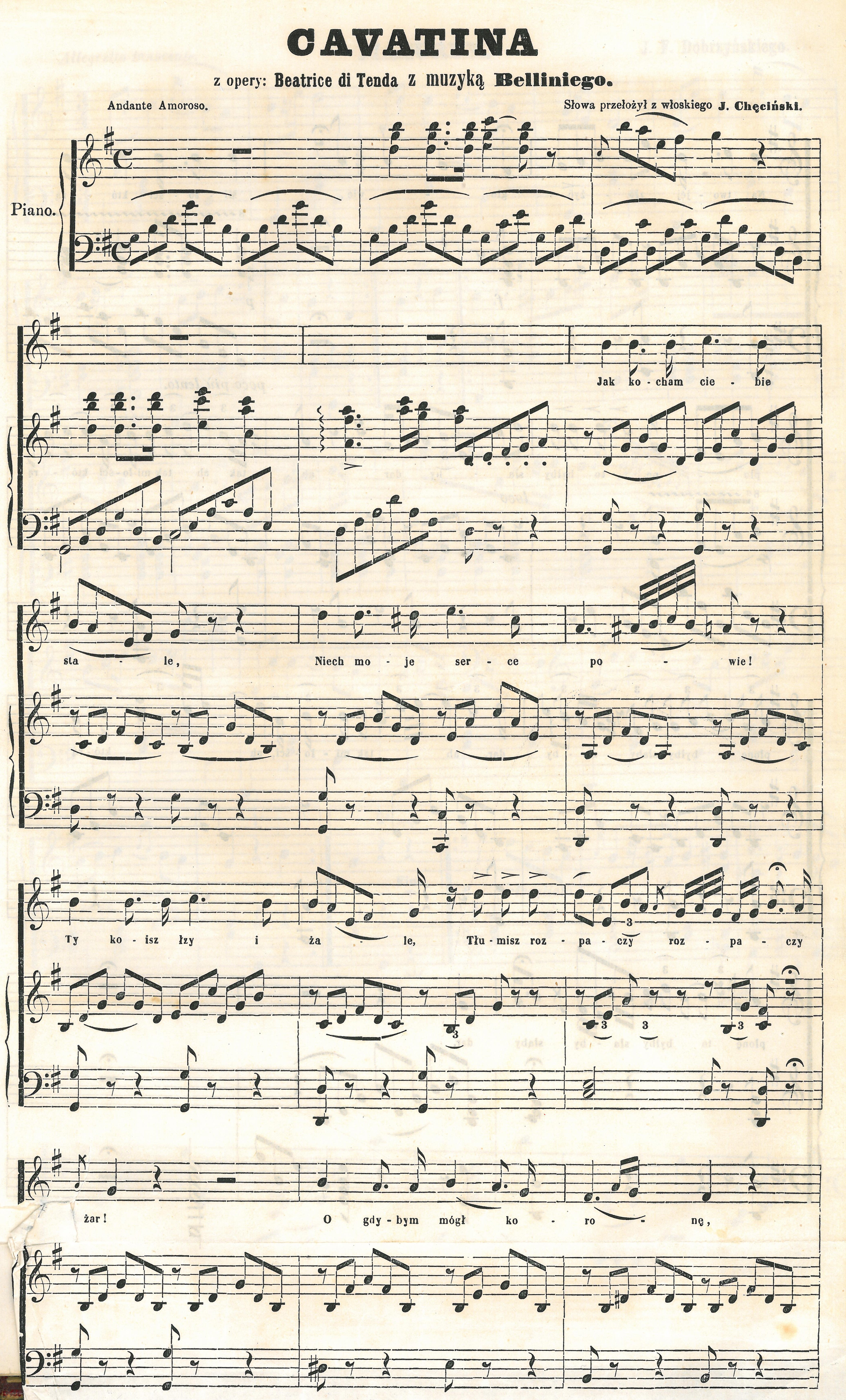
Partitura para piano de una cavatina, que forma parte del melodrama en dos actos Beatrice di Tenda (1833) de Vincenzo Bellini (1801-1835).
En polaco dice: «Beatrice di Tenda con música de Bellini. El libreto fue traducido del italiano por J. Checinski.

En el ámbito de la música operística, la cavatina es el aria con la que se presenta en escena cada personaje en una ópera italiana.
Estuvo en boga especialmente en el siglo XIX, en que se la conocía también como aria di sortita (‘aria de salida’).
Originalmente era una canción corta de carácter simple, sin una segunda voz ni cualquier repetición típica del aria.
Desde el siglo XIX se aplica frecuentemente a un simple aire melodioso, distinguiéndolo de las más brillantes aria, recitativo, etcétera, y a menudo forma parte de un movimiento más grande o escena de oratorio u ópera.
En ópera, el término se ha descrito como:
La cavatina como forma musical aparece en óperas y ocasionalmente en cantatas y música instrumental.
En la ópera, la cavatina es un aria, generalmente de carácter brillante, cantada en una o dos secciones sin repeticiones.
Se desarrolló a mediados del siglo XVIII, coincidiendo con el declive del aria da capo previamente favorecida (en la que la forma musical es ABA, con la sección A repetida con variaciones improvisadas).
Se encuentran ejemplos en las óperas de Mozart, Weber y Rossini. En las óperas de bel canto del siglo XIX de Bellini, Donizetti y Verdi, el término llegó a referirse al aria de apertura de un cantante principal, ya sea en un movimiento o combinada con una cabaletta contrastante.

## Estructura
La estructura de dos tiempos de la cavatina del siglo XIX, en la que se quería reconocer el rasgo formal característico, es en realidad la forma típica del aria de la ópera italiana de principios del siglo XIX.
En todo caso, lo que se requiere para una cavatina es una escritura vocal exigente, que le permita al cantante mostrar sus habilidades, presentándose ante el público de la mejor manera. La función de la cavatina era, de hecho, presentar al personaje y se cantaba al mismo tiempo que su entrada en escena.
Se diferencia del aria col da capo (‘aria con repetición desde el principio’), una forma típica del siglo XVIII, por la falta de una sección central contrastante y "da capo".
En ocasiones, en el siglo XVIII, el término cavatina se utilizaba como diminutivo de cavata, una forma del siglo XVII con un significado diferente.
En la forma cavatina, el término también se utiliza excepcionalmente en la ópera francesa del siglo XIX.

## Etimología
La palabra española «cavatina» significa en italiano ‘cancioncita’ y es el diminutivo de la palabra italiana cavata, que significa:
- ‘una cavada’ o ‘una excavación’[5] y, por extensión, ‘excavación [emisión] de una voz’ o ‘extraer ingeniosamente sonidos de un instrumento’,[5] la producción de tono de un instrumento.[1]

Su plural en español es «cavatinas».

## Ejemplos notables
- «Saper bramate», cavatina del conde de Almaviva, en El barbero de Sevilla (1782), de Giovanni Paisiello
- «Porgi amor», «Se vuol ballare» y «L’ho perdta, me meschina», que canta Barberine en el cuarto acto de Las bodas de Fígaro (1786) de Mozart.
- «Di tanti pálpiti», cavatina de Tancredi, en Tancredi (1813), de Gioacchino Rossini.
- «Ecco, ridente in cielo», «Una voce poco fa» y «Largo al factotum», cavatina de Fígaro, en El barbero de Sevilla (1816), de Gioacchino Rossini.
- «Cavatina» (sin letra), quinto movimiento del Cuarteto de cuerdas en si bemol mayor, opus 130 (1826) de Beethoven.[6]
  - La grabación de esta obra por el Cuarteto Végh, en 1973, se utilizó como banda sonora del largometraje Le mariage à trois dirigido en 2010 por Jacques Doillon.
- «Casta diva», cavatina de Norma, en Norma (1832), de Vincenzo Bellini (1801-1835).
- «Cavatina», que forma parte del melodrama en dos actos Beatrice di Tenda (1833) de Vincenzo Bellini.
- «Regnava nel silenzio», cavatina de Lucía, en Lucía di Lammermoor (1835), de Gaetano Donizetti (1797-1848).
- «Questa o quella», cavatina del duque, en Rigoletto (1851) de Giuseppe Verdi (1813-1901).
- «Cavatina» es el tercer movimiento de su Sinfonía n.º 8 (1853), de Ralph Vaughan Williams (1872-1958).
- «Salut, abide chaste et pure» en Fausto (1859) de Charles Gounod (1818-1893).
- Cavatina para trombón y piano, opus 144 (1915), de Camille Saint-Saëns (1835-1921).
- El trompetista Marcel Lagorce (1932-2023) interpreta uno de los títulos de la banda sonora del exitoso largometraje Le cave se rebiffe, dirigido por Gilles Grangier (1911-1996) en 1961. Esta etérea secuencia instrumental, titulada Cavatine, fue escrita por Michel Legrand (1932-2019) y dura poco menos de dos minutos, cuando el personaje representado por Jean Gabin (1904-1976) acude al hipódromo de Hyères para dar una vuelta a la pista en sulky. Para la revista Télé Loisirs, esa escena de la película es «uno de los mejores diálogos firmados por Michel Audiard, al servicio de actores que fueron viejos cómplices. El buen humor que reinó durante el rodaje de esta película fue rápidamente compartido por los espectadores».
- «Cavatina» es el tema principal de la película The deer hunter (1978) de Michael Cimino (1939-2016), compuesto por Stanley Myers (1930-1993) e interpretado con la guitarra por John Williams (1941-).
- Una cavatina en la película Kaos (1984), de los hermanos Taviani: Vittorio (1929-2018) y Paolo (1931-2024).
- Una cavatina en la película Les témoins (2007), de André Téchiné (1943-).